# ツチコリン港

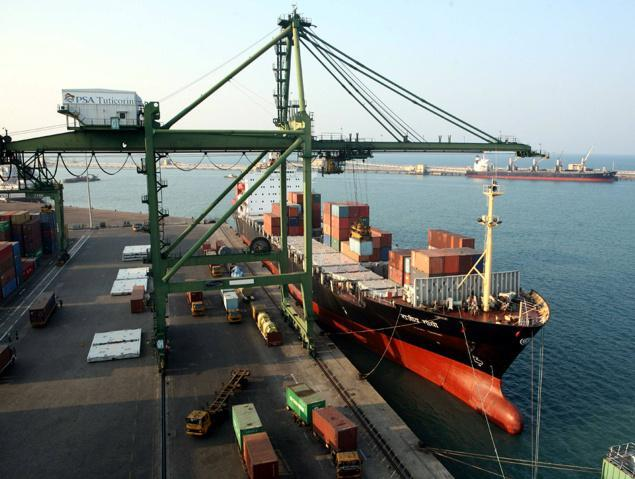
ツチコリン港

ツチコリン港（ツチコリンこう）は、インドのタミル・ナードゥ州トゥーットゥックディに位置するインド主要港湾の一つ。2016年現在、インド国内の港湾における取扱量ランキングで10位。近隣都市はマドゥライで約150km離れている。ツチコリン（Tuticorin）は、イギリス領インド帝国時代の表記からくる日本語読みであり、現地読みに合わせてトゥーットゥックディ（Thoothukudi）と表現されることがある。
取り扱い品目は、港に隣接した火力発電所用の燃料である石炭と海上コンテナであったが、1990年代には港周辺に工場が立地し始めて次第に取扱量が増加。1990年代末には、日本の政府開発援助で大規模な浚渫工事が行われている。2007年-2008年のコンテナターミナルの取扱量は45万TEU。衣料品、綿糸、古紙、機械類、木材（チーク材）などの取扱量も増えつつある。長期的なコンテナ取り扱い増と火力発電所の出力増強を見据えて、ターミナルの拡大計画が立てられている。